# Arrondissement Hasselt
Arrondissement Hasselt (franska: Arrondissement administratif de Hasselt) är ett arrondissement i Belgien.   Det ligger i provinsen Limburg och regionen Flandern, i den östra delen av landet, 70 kilometer öster om huvudstaden Bryssel. Antalet invånare är 408 370. Arean är 906 kvadratkilometer.
Terrängen i Arrondissement Hasselt är platt.
Omgivningarna runt Arrondissement Hasselt är en mosaik av jordbruksmark och naturlig växtlighet. Runt Arrondissement Hasselt är det tätbefolkat, med 266 invånare per kvadratkilometer.

## Kommuner
Följande kommuner ingår i arrondissementet;

- As
- Beringen
- Diepenbeek
- Genk
- Gingelom
- Halen
- Ham
- Hasselt
- Herk-de-Stad
- Heusden-Zolder
- Leopoldsburg
- Lummen
- Nieuwerkerken
- Opglabbeek
- Sint-Truiden
- Tessenderlo
- Zonhoven
- Zutendaal